# Anouk Vetter
Anouk Vetter, née le 4 février 1993 à Amsterdam, est une athlète néerlandaise, spécialiste des épreuves combinées.
Elle remporte la médaille d'argent aux Jeux olympiques de Tokyo, en finissant deuxième derrière Nafissatou Thiam.

## Biographie

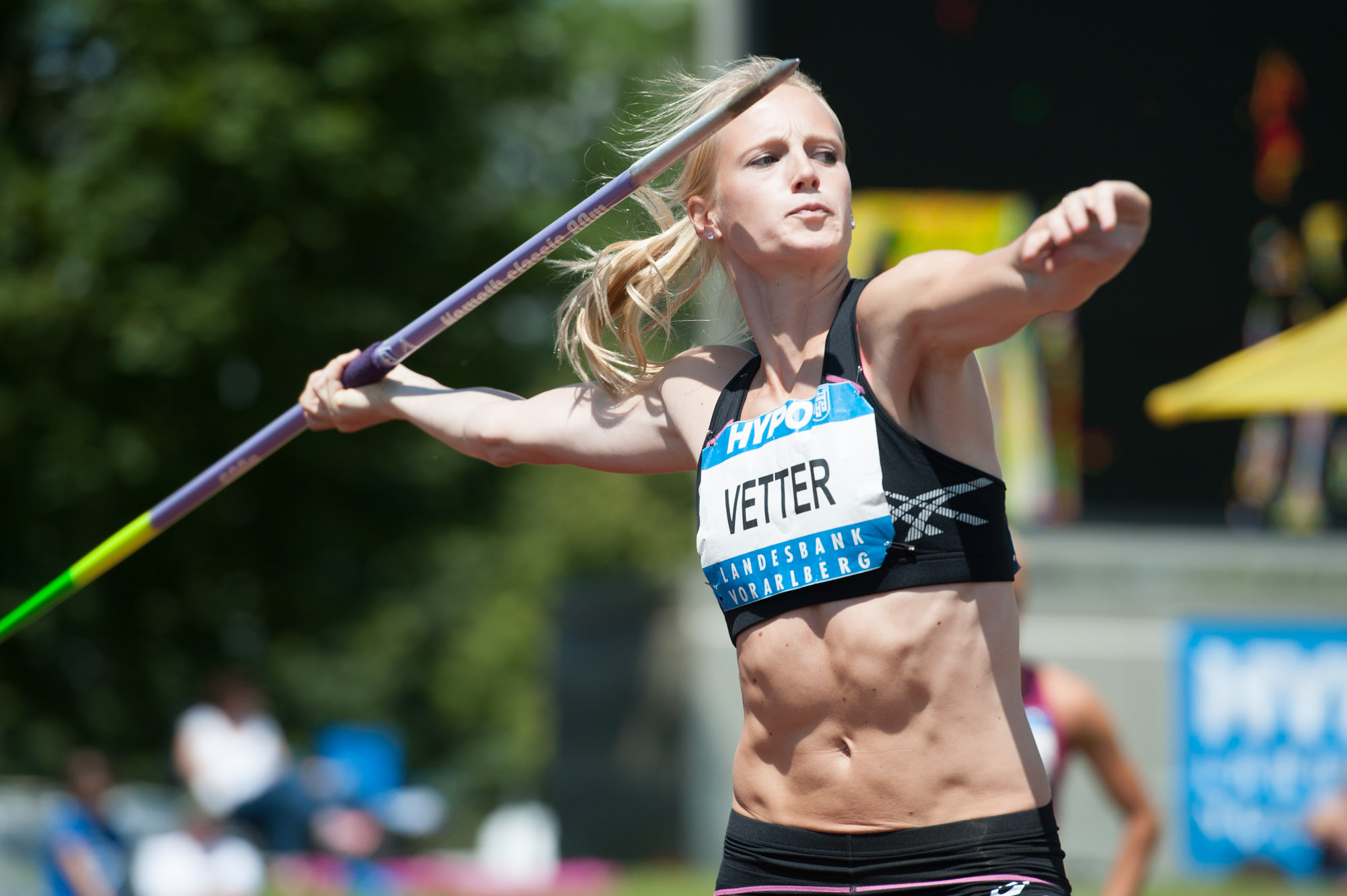
Anouk Vetter en 2014.

En juin 2015, Anouk Vetter remporte le Mehrkampf-Meeting Ratingen avec 6 387 points, tout proche de son record personnel réalisé lors de l'Hypo-Meeting de Götzis le mois précédent (6 457). Le 23 août, elle se classe 12e des Championnats du monde de Pékin avec 6 267 points.

### Sacre européen (2016)
Le 9 juillet 2016, Anouk Vetter devient championne d'Europe de l'heptathlon à l'occasion des Championnats d'Europe d'Amsterdam, devant son public, où elle établit un nouveau record des Pays-Bas avec 6 626 points, améliorant les 6 545 de Dafne Schippers. Elle améliore notamment ses records personnels au 100 m haies (13 s 29), au saut en longueur (6,38 m), au lancer du poids (15,69 m) et du javelot (55,75 m). Elle devance sur le podium la double-tenante du titre français, Antoinette Nana Djimou (6 458 pts) et l'Autrichienne Ivona Dadic (6 408 pts).

### Podiums internationaux (2017-2023)
Le 6 août 2017, Anouk Vetter remporte la médaille de bronze des championnats du monde de Londres avec 6 636 points, devancée par la Belge Nafissatou Thiam (6 784 pts) et l'Allemande Carolin Schäfer (6 696 pts). Elle améliore à cette occasion son propre record des Pays-Bas de 10 points.
Le 5 août 2021, Anouk Vetter remporte la médaille d'argent de l'Heptathlon aux Jeux olympiques d'été de 2020 avec 6 689 points, devancée par la Belge Nafissatou Thiam (6 784 pts). 
Le 18 juillet 2022, Anouk Vetter remporte la médaille d'argent des championnats du monde d'Eugène avec 6 867 points, devancée par la Belge Nafissatou Thiam (6 947 pts). Elle améliore à cette occasion son propre record des Pays-Bas de 171 points.
Le 20 aout 2023, Anouk Vetter remporte la médaille de bronze des championnats du monde de Budapest avec 6 501 points derrière Katarina Johnson-Thompson et Anna Hall. Après une première journée mitigée (7ème avec 3792 points), elle se replace deuxième en battant le record du javelot des championnats du monde lors d'un heptathlon (59,57 m).

## Vie privée
Anouk Vetter est née dans une famille d'athlètes. Son père était professeur à l'Institut Central de Formation des Dirigeants Sportifs (Centraal Instituut Opleiding Sportleiders, CIOS) et lançait le marteau avant de devenir entraîneur à l'Union royale néerlandaise d'athlétisme. Sa mère, Gerda Blokziel, a été championne des Pays-Bas du lancer du javelot en 1987 et 1988.

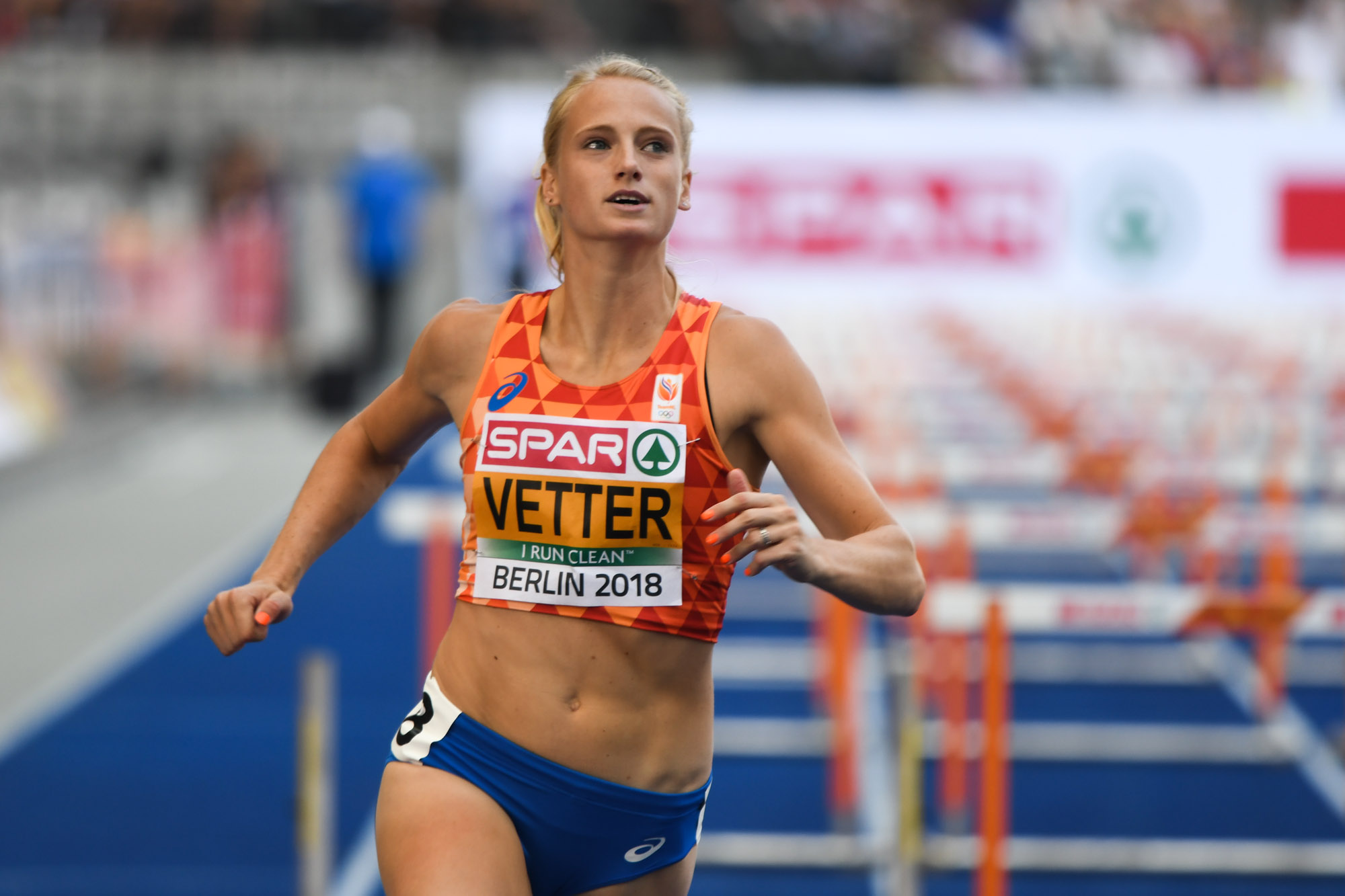
Anouk Vetter aux championnats d'Europe 2018.

## Palmarès
| Date | Compétition                           | Lieu                                  | Résultat | Épreuve    | Points |
| ---- | ------------------------------------- | ------------------------------------- | -------- | ---------- | ------ |
| 2013 | Multistars                            | Florence                              | 1re      | Heptathlon | 5 872  |
| 2014 | Championnats d'Europe                 | Zurich                                | 7e       | Heptathlon | 6 281  |
| 2015 | Championnats d'Europe en salle        | Prague                                | 8e       | Pentathlon | 4 548  |
| 2015 | Mehrkampf-Meeting                     | Ratingen                              | 1re      | Heptathlon | 6 387  |
| 2015 | Championnats du monde                 | Pékin                                 | 12e      | Heptathlon | 6 267  |
| 2015 | Coupe du monde des épreuves combinées | Coupe du monde des épreuves combinées | 3e       | Heptathlon | 19 112 |
| 2016 | Championnats d'Europe                 | Amsterdam                             | 1re      | Heptathlon | 6 626  |
| 2016 | Jeux olympiques                       | Rio de Janeiro                        | 10e      | Heptathlon | 6 394  |
| 2016 | Coupe du monde des épreuves combinées | Coupe du monde des épreuves combinées | 2e       | Heptathlon | 19 302 |
| 2017 | Hypo-Meeting                          | Götzis                                | 7e       | Heptathlon | 6 497  |
| 2017 | Championnats du monde                 | Londres                               | 3e       | Heptathlon | 6 636  |
| 2017 | Décastar                              | Talence                               | 1re      | Heptathlon | 6 363  |
| 2017 | Coupe du monde des épreuves combinées | Coupe du monde des épreuves combinées | 2e       | Heptathlon | 19 496 |
| 2018 | Championnats d'Europe                 | Berlin                                | 5e       | Heptathlon | 6 414  |
| 2019 | Championnats d'Europe en salle        | Glasgow                               | —        | Pentathlon | DNF    |
| 2019 | Championnats du monde                 | Doha                                  | —        | Heptathlon | DNF    |
| 2021 | Jeux olympiques                       | Tokyo                                 | 2e       | Heptathlon | 6 689  |
| 2022 | Championnats du monde                 | Eugene                                | 2e       | Heptathlon | 6 867  |
| 2022 | Championnats d'Europe                 | Munich                                | —        | Heptathlon | DNF    |
| 2023 | Championnats du monde                 | Budapest                              | 3e       | Heptathlon | 6 501  |

## Records
| Épreuve           | Performance    | Lieu           | Date            |
| ----------------- | -------------- | -------------- | --------------- |
| 100 mètres haies  | 13 s 09        | Tokyo          | 4 août 2021     |
| Saut en hauteur   | 1,81 m         | Tampere        | 13 juillet 2013 |
| Lancer du poids   | 16,25 m        | Eugene         | 17 juillet 2022 |
| 200 mètres        | 23 s 65        | Götzis         | 29 mai 2021     |
| Saut en longueur  | 6,52 m         | Eugene         | 17 juillet 2022 |
| Lancer du javelot | 59,81 m        | Götzis         | 29 mai 2022     |
| 800 mètres        | 2 min 17 s 71  | Rio de Janeiro | 13 août 2016    |
| Heptathlon        | 6 867 pts (NR) | Eugene         | 17 juillet 2022 |

| Épreuve          | Performance   | Lieu      | Date            |
| ---------------- | ------------- | --------- | --------------- |
| 60 mètres haies  | 8 s 21        | Apeldoorn | 21 février 2021 |
| Saut en hauteur  | 1,77 m        | Prague    | 6 mars 2015     |
| Lancer du poids  | 15,45 m       | Apeldoorn | 27 février 2016 |
| Saut en longueur | 6,42 m        | Apeldoorn | 20 février 2021 |
| 800 mètres       | 2 min 24 s 48 | Prague    | 6 mars 2015     |
| Pentathlon       | 4 548 pts     | Prague    | 6 mars 2015     |